# Krisia Todorova
Krisia Marinova Todorova (tiếng Bulgaria: Крисия Маринова Тодорова, sinh ngày 1 tháng 6 năm 2004) là một ca sĩ nhí người Bulgaria cùng với anh em nghệ sĩ dương cầm nhí Ignatov, cô bé đã đại diện Bulgaria ở Liên hoan ca nhạc truyền hình thiếu nhi châu Âu (Junior Eurovision Song Contest) 2014 với bài hát "Planet of the Children". Cô dừng lại ở vị trí thứ hai sau Vincenzo Cantiello của Ý.

## Tiểu sử
Sinh ra tại Varna (là thành phố và khu nghỉ mát ven biển lớn nhất trên bờ biển Đen của Bulgaria, và là thành phố lớn thứ ba của Bulgaria sau thủ đô Sofia và Plovdiv) vào ngày 1 tháng 6 năm 2004, Krisia Marinova Todorova hiện đang sống ở thị trấn Varosh, tỉnh Razgrad, Bulgaria – và là một ca sĩ nhí rất nổi tiếng ở Bulgaria. Cha cô bé là Marin Todorov và mẹ cô bé là Angelina Todorova. Cô bé có chị và em gái, Tiffany Todorova (sinh năm 2001) và Marina Todorova (sinh năm 2009). Cô bé bắt đầu học nhạc từ lúc sáu tuổi tại nhiều trường âm nhạc khác nhau ở Bulgaria, và hiện đang học nhạc tại "Centre for work with Children" ở Razgrad với giáo viên thanh nhạc Svilena Decheva, nơi cô bé học hát và chơi piano. Cô bé học ở trường Tiểu học Vasil Levski tại 7200 Razgrad.
Vào thời gian rảnh rỗi, Krisia rất thích vẽ và nhảy múa - đặc biệt là ballet cổ điển. Môn học yêu thích của cô bé ở trường là Toán và Con người và Xã hội (Man And Society), nhưng ước mơ của cô bé là trở thành một ca sĩ hoặc một diễn viên. Các ca sĩ yêu thích của cô bé gồm Lili Ivanova, Lara Fabian, Mariana Popova, Céline Dion, Christina Aguilera và Beyoncé.

## Sự nghiệp
Krisia nhận được bảy giải thưởng từ nhiều quốc gia và các cuộc thi âm nhạc tổ chức ở Bulgaria, nhưng năm 2014 mới là năm đánh dấu cho sự nghiệp của cô bé. Cô bé trở nên nổi tiếng khắp nước với sự tham gia của cô trong chương trình của nghệ sĩ đề cầm (vĩ cầm trầm) - diễn viên - ca sĩ Slavi Trifonov trên bTV (là kênh truyền hình tư nhân quốc gia đầu tiên tại Bulgaria), và sau đó trở thành một thành viên của chương trình "Gặp gỡ thiếu nhi" ("Запознай се с малките" hay "Meet the Kids"). Krisia lần đầu xuất hiện trên truyền hình vào ngày 30 tháng 12 năm 2013, biểu diễn bài hát "Listen" của Beyoncé. Video quay phần trình diễn của cô bé đã đạt trên 100.000 lượt xem chỉ trong vài ngày. Tới nay đã có hơn 16 triệu lượt xem.
Vào tháng 3 năm 2014 Krisia được chọn để hát Quốc ca Bulgaria (Мила Родино ) và bài "Đất nước tôi, Bulgaria của tôi" ("Моя страна, моя България") tại sận vận động quốc gia Vasil Levski ở Sofia (là thủ đô và thành phố lớn nhất của Bulgaria), trực tiếp trước 42,000 người, mở đầu cho Cúp C2 (UEFA Europa League, là giải bóng đá hàng năm do Liên đoàn bóng đá châu Âu tổ chức cho các câu lạc bộ châu Âu đoạt thứ hạng cao trong các giải vô địch quốc gia nhưng không giành quyền tham dự cúp UEFA Champions League) vòng 16 trận giữa Ludogorets Razgrad (ПФК Лудогорец Разград, là một câu lạc bộ bóng đá Bulgaria có trụ sở tại Razgrad, mà hiện nay đang cạnh tranh ở nhóm A, các bộ phận trên cùng của hệ thống giải đấu bóng đá Bulgaria.) của Bulgaria và câu lạc bộ Valencia (Valencia Club de Fútbol, là một câu lạc bộ bóng đá chuyên nghiệp của Tây Ban Nha, thuộc thành phố Valencia, Tây Ban Nha) của Tây Ban Nha. Trong buổi biểu diễn của cô bé vào ngày 13 tháng 3 năm 2014, linh vật của Ludogorets, chú đại bàng Fortuna, đã tung bay trên sân vận động.
Vào tháng 11 năm 2014 Krisia đã đại diện Bulgaria ở Liên hoan ca nhạc truyền hình thiếu nhi châu Âu (Junior Eurovision Song Contest) 2014 ở Malta với bài hát Hành tinh của trẻ em (Planet of the Children). Cô bé dừng lại ở vị trí thứ hai với 147 điểm, chỉ thấp hơn mười hai điểm với Quán quân Vincenzo Cantiello của Italy. Krisia sau đó đã vinh dự được gặp tổng thống Rosen Plevneliev.

## Bài hát "Hành tinh của trẻ em" (Планетата на децата)
Bài hát nói về một nàng tiên sẵn sàng để đánh thức đứa trẻ bên trong tất cả mọi người vì chiến tranh, nạn đói và sợ hãi không tồn tại trên hành tinh của trẻ em, mà chỉ có những điều tốt đẹp.
"Hành tinh của trẻ em" ("Planet of the Children", tiếng Bulgaria: Планетата на децата, Planetata na detsata) là một bản ballad được viết với âm La thứ bởi Evgeni Dimitrov, Slavi Trifonov và Krisia. Bài hát dài đúng ba phút. Giọng hát của ca sĩ sẽ lên đến A3 tới E5.
Video ca nhạc của bài hát được phát lần đầu trên bTV vào ngày 9 tháng Mười, được quay trong một hội trường lớn với hai đàn piano lớn (màu đen và trắng) bên trong dành cho Hasan và Ibrahim. Để video hay hơn, khói sân khấu đã được sử dụng.
Krisia xuất hiện trong bốn bộ trang phục khác nhau được thay đổi thường xuyên. Điều này đã được phát hiện bởi các tác giả của Wiwibloggs: "Những bài hát dự thi tại Liên hoan ca nhạc truyền hình thiếu nhi châu Âu 2014 xuất hiện nhanh hơn chúng ta đếm váy được thay đổi trong video ca nhạc của Krisia".
Krisia đã hát trực tiếp và được phát trên Đài truyền hình Quốc gia Bulgaria nhân dịp kỉ niệm 55 năm phát sóng vào cuối tháng 10 năm 2014. Cô bé đã hát bài hát này một lần nữa vào ngày 15 tháng 11 tại Liên hoan ca nhạc truyền hình thiếu nhi châu Âu lần thứ 12 tại Malta. Mặc dù là một trong những tiết mục được yêu thích nhất nhưng bài hát "Hành tinh của trẻ em" đã đứng ở vị trí thứ hai với 147 điểm. Trong buổi trình diễn, Krisia đã mặc một chiếc váy màu đen bóng và trắng với một chiếc nơ đỏ.
Hầu hết các ý kiến phê bình về bài hát đều tích cực. Ghassan Al Kaziri của tờ Oikotimes tin rằng "Bên cạnh một video được sản xuất tốt, giai điệu đơn giản là một trong những yếu tố hoàn hảo nhất từng được gửi đến Liên hoan ca nhạc truyền hình thiếu nhi châu Âu, chưa kể rằng Krisia là một cô bé đầy hứa hẹn. Nếu cô bé hát như thế trong suốt xuất trên sân khấu trực tiếp, Bulgaria có thể là một ứng cử viên sáng giá ". Junioreurosong mô tả bài hát như" một bản ballad mạnh mẽ và hấp dẫn ". Họ cho rằng nếu Krisia hát tốt như thường lệ, cũng như Kaziri và Rui Craveiro đặc biệt ấn tượng: "Không chỉ là một bản ballad bình thường - trên thực tế, bài hát còn hơn một câu chuyện cổ tích, một tác phẩm điện ảnh... trong đó, điều gây ấn tượng chính là sự điêu luyện được sắp xếp theo từng chi tiết, và giọng hát của Krisia êm như nhung. Tôi thích Hasan và Ibrahim chơi piano, đặc biệt là trong phần solo của họ -.. nó giống như một thác nước đẹp đến với cuộc sống.", ông nói.

## Âm nhạc
| Năm  | Tựa đề               | Tên gốc                                      | Album                                                                                 |
| ---- | -------------------- | -------------------------------------------- | ------------------------------------------------------------------------------------- |
| 2014 | Hành tinh của trẻ em | Planet of the Children (Планетата на децата) | Liên hoan ca nhạc truyền hình thiếu nhi châu Âu (Junior Eurovision Song Contest) 2014 |
| 2015 | Khám phá             | #discover                                    | Liên hoan ca nhạc truyền hình thiếu nhi châu Âu (Junior Eurovision Song Contest) 2015 |

## Liên kết
- Facebook
- Thông tin về Krisia Todorova trên trang chính thức của Liên hoan ca nhạc truyền hình thiếu nhi châu Âu 2014